# Petropavlovsk (cuirassé, 1894)
Pour les articles homonymes, voir Petropavlovsk.
Le Petropavlovsk (en russe : Петропавловск) est le premier cuirassé de la classe éponyme construit par la Marine impériale de Russie. Il doit son nom à la bataille de Petropavlovsk (28 août - 7 septembre 1854). Le Poltava, le Sebastopol, ce dernier voué également à une fin tragique, appartinrent à la même classe de cuirassés.
Au cours de la guerre russo-japonaise (1904-1905), le Petropavlovsk devient le fleuron du 1er escadron du Pacifique, en prenant une grande part aux batailles contre la flotte impériale du Japon. Le 31 mars 1904 (ou 13 avril selon le calendrier grégorien), il est gravement endommagé après avoir touché une mine et coule au large de Port-Arthur. Son naufrage et le décès du vice-amiral Makarov présent à bord, comptèrent parmi les pertes affectant grandement la Russie.

## Origine du nomPetropavlovsk
La Russie impériale innova dans l'appellation de ses bâtiments de guerre, en leur attribuant les noms de célèbres batailles terrestres et navales des XVIIIe et XIXe siècles. Le Petropavlovsk et les sisters-ships Poltava et Sébastopol reçoivent donc leur nom de cette manière.
Le nom de Petropavlovsk se réfère au siège du port de Petropavlovsk au cours de la Guerre de Crimée (1854-1856), le Poltava doit son nom à la bataille de Poltava (8 juillet 1709), quant au Sebastopol il doit son nom au siège de cette ville de Crimée (1854-1855).

### AutresPetropavlovsk
En 1858, un destroyer portant le nom de Petropavlovsk est construit au chantier naval impérial de Saint-Pétersbourg. Son armement se compose de 58 canons et possède un déplacement de 6 175 tonnes. Après un réaménagement de l'armement (22 canons), il est affecté à la Flotte de la Baltique et il est commandé par l'amiral Boutakov. En 1914, un nouveau cuirassé Petropavlovsk est construit au chantier naval de la Baltique à Saint-Pétersbourg.

## Historique

### Conception
En réponse à la montée en puissance de la Marine impériale allemande, les forces navales russes lancent un programme visant à élargir la flotte de la Baltique dans les années 1890. Ce programme comprend un projet de construction de dix cuirassés, trois croiseurs blindés, trois canonnières et cinquante torpilleurs. Le cuirassé Grand Sissoï est le premier navire construit. Par la suite, il est décidé de construire trois bâtiments de guerre de même classe, ce sont : le Petropavlovsk, le Poltava et le Sébastopol.
La conception du Petropavlovsk est approuvée en janvier 1891. Il s'agit d'une version améliorée de l’Empereur Nicolas Ier, mais avec l'introduction de barbettes et quatre canons de 203 mm. Un blindage de protection protégeait la totalité de la coque située sous la ligne de flottaison. En raison de ses remarquables qualité de navigabilité, même en haute mer, l’Empereur Nicolas Ier est choisi afin d'être utilisé comme modèle de base pour la construction du Petropavlovsk.
Plus tard cependant, la conception initiale du Petropavlovsk est modifiée, le blindage de protection est remarquablement reconsidéré. Après le début de la construction, l'armement est modifié. Les barbettes des canons principaux et secondaires sont changées et remplacées par des côtés de tourelles, les canons de 203 mm sont remplacés par des canons Canet. En conséquence, le Petropavlovsk n'a plus les mêmes caractéristiques, ni le même aspect que l’Empereur Nicolas Ier.

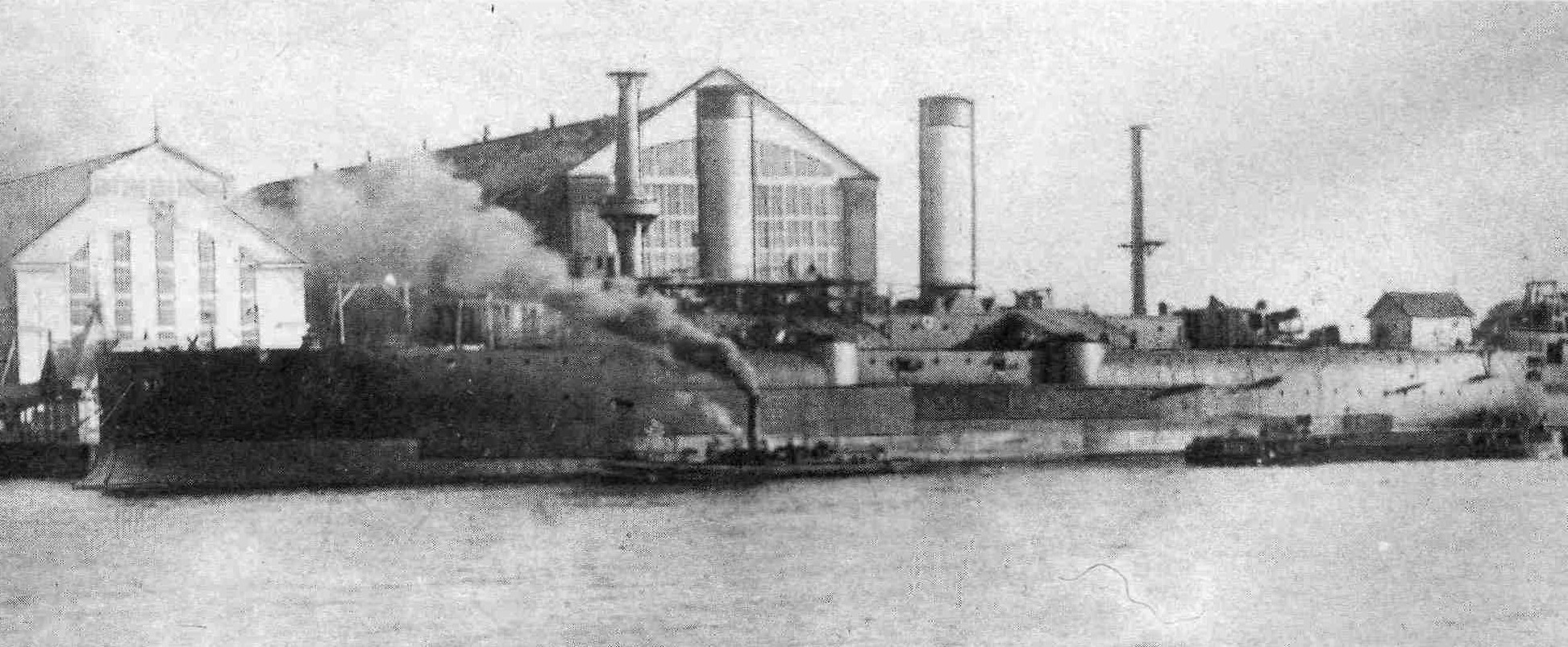
Le Petropavlovsk, en construction, 1896

### Construction
La construction du Petropavlovsk débute en janvier 1893 au chantier naval de l'île Galerny à Saint-Pétersbourg. Son lancement eut lieu le 9 novembre 1894. Au début de l'année 1899, ce cuirassé est entièrement équipé, mais les travaux d'aménagement prennent du retard en raison de la non disponibilité de l'armement et du blindage. Le coût de la construction du Petropavlovsk s'éleva à 9 225 309 roubles. En octobre 1897, le Petropavlovsk prend la mer pour la première fois, mais il était non armé, et les tubes lance-torpilles n'étaient pas opérationnels. Au cours de la construction de ce cuirassé, il apparaît que l'un des moteurs se trouvait dans l'incapacité d'atteindre la puissance requise, et le navire rentre donc au port. De nouveaux essais ont lieu en 1898. À partir du 14 octobre 1898, le Petropavlovsk peut naviguer à une vitesse de 16,86 nœuds (31 km/h).

### Particularités
Comme tous les navires de sa classe, le Petropavlovsk ressemble aux navires français par la partie de leur coque hors de l'eau. L'élévation des armes se situait à 7,3 mètres au-dessus du niveau de l'eau. Le cuirassé possédait trois mâts.

### Blindage de protection
Le schéma typique de blindage de protection des cuirassés de cette époque est utilisé pour le Petropavlovsk. Le blindage principal se situe à la ligne de flottaison. La ceinture de blindage du Petropavlovsk, d'une longueur de 73,15 mètres, comprend 65 % de la coque, une hauteur de 2,29 mètres, 1,39 sous mètres l'eau. L'épaisseur de la ceinture du blindage principal s'élève à 409 mm. La qualité de ce blindage de protection varie selon les parties du cuirassé. La section verticale du blindage de protection était élaborée en acier nickel, et usinée par les usines Ijorsky Zavod (usines situées à Kolpino, faubourg de Saint-Pétersbourg).

### Armement

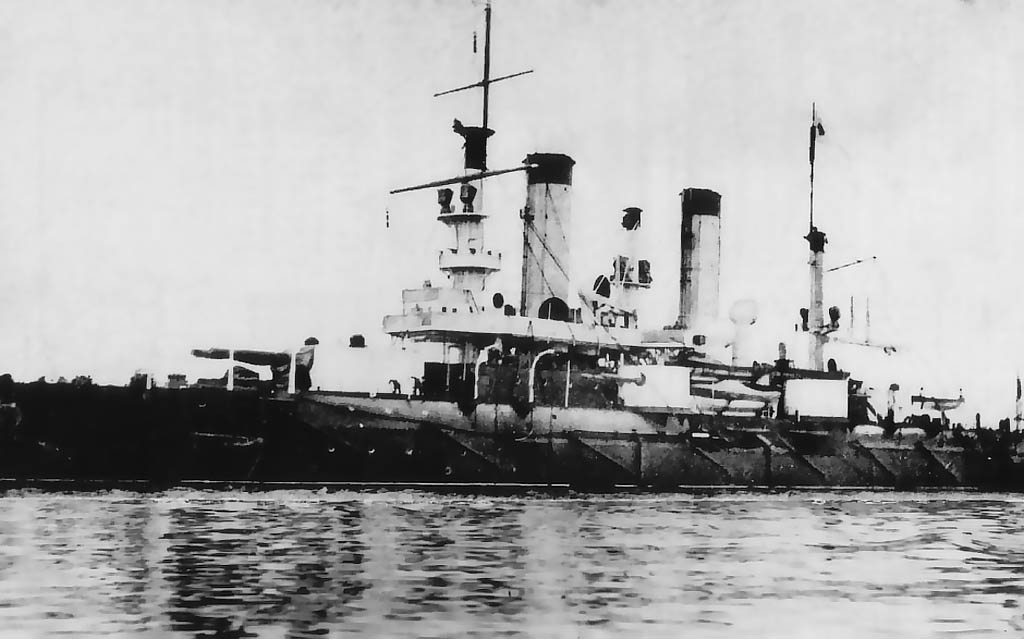
Le Petropavlovsk, à bâbord

La conception initiale du Petropavlovsk se compose d'une armement de quatre canons de 305 mm de 35 calibres, huit canons de 203 mm de 35 calibres. En 1893, les plans sont changés en un nouveau système avec des canons de 305 mm de 40 calibres et de 152 mm de 45 calibres. La vitesse à laquelle le projectile quittait le fût du canon et la cadence de tir améliorèrent la puissance de feu du Petropavlovsk.
L'armement principal se compose de quatre canons de calibre 305 mm de calibre 40 placés par paires sur les tourelles avant et arrière du cuirassé. L'élévation maximale est de 15° avec une cadence de tir d'un coup toutes les 2 à 2,5 minutes. Elle est beaucoup plus élevée que la plupart des navires des flottes étrangères de l'époque. Les tourelles sont construites à l'usine d'État de métallurgie Oboukov située à Saint-Pétersbourg. Chaque canon dispose de 58 obus.
L'armement secondaire se compose de 12 canons Canet de 152 mm de calibre 45. L'avant des tourelles possède un angle de tir de 0 à 130°, à l'arrière des tourelles de 45 à 180°. Elles pouvaient s'élever à un niveau maximal de 15 à 18° maximum, et leur cadence de tir est de quinze coups à la minute. Toutefois, l'absence de mécanisme de sécurité exige la réduction à un seul coup par minute. Les obus de 200 mm sont stockés sous les tourelles.
L'armement anti-mines se compose de dix canons de 47 mm de calibre 37,5 et de vingt-huit de 37 mm de calibre 22,8 (Canons Gochkine) placés sur l'ensemble de la surface du cuirassé. Pour l'embarquement et le débarquement, le bâtiment de guerre est équipé de deux canons Baranovsky de 63,5 de calibre 19.
L'armement comprend également six tubes lance-torpilles et deux tubes lance-mines. Le cuirassé est également équipé de six projecteurs de recherche de 75 cm de diamètre possédant un angle de 180 à 200°. Ceux-ci sont situés sur le mât de misaine et le deuxième mât.
On installe aussi à bord en 1902, une station radio d'une portée de 70 miles. Ce cuirassé est doté d'Ancre amiral pesant 6,5 tonnes chacune et de deux ancrages auxiliaire Martin.

### Propulsion
Le Petropavlovsk est doté de deux machines à vapeur à triple expansion verticale (TEV) usinées en Angleterre par la compagnie Hotorn Leslie. Le coût de ses machines s'éleva à 1 130 500 roubles. Ces machines actionnaient deux hélices d'un diamètre de 4,5 mètres. Les deux machines développaient une puissance de 10 600 chevaux (en pratique 11 255 chevaux).
L'électricité à bord est produite par cinq générateurs à vapeur, trois de 640 ampères, un de 320 ampères.
750 hommes servent à bord du Petropavlovsk. Au terme de sa construction, le cuirassé avait la coque peinte en noir, les cheminées de couleur paille. Les couleurs du bâtiment de guerre sont changées à plusieurs reprises. Au début de l'ouverture des combats à Port-Arthur tous les navires russes sont peints en vert olive.

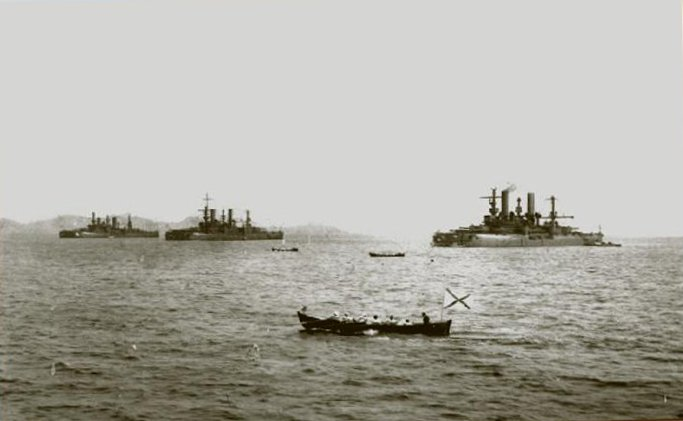
Les cuirassés Sébastopol, Poltava et Petropavlovsk (à droite) en mer

### Comparaisons
Le Petropavlovsk possède un bon équilibre avec une combinaison optimale de l'armement, du blindage de protection, de la vitesse de navigation. Comparé aux navires lancés à la même époque, « le Petropavlovsk fut l'un des navires les plus puissants du monde » et la prolongation du temps nécessaire à l'aménagement du cuirassé apporte une technologie de plus en plus avancée. C'est l'apparition des navires modernes. Les canons principaux satisfait à toutes les exigences, excepté leurs faibles cadences de tir. Les armes secondaires possèdent d'excellentes caractéristiques, mais petit à petit sont abandonnées. L'artillerie anti-mines est quasiment inutile en raison de l'augmentation de la taille des nouveaux torpilleurs. La majorité des tubes lance-torpilles étant placés sous l'eau, cela augmente leur capacité de ciblage. Le stockage des obus est situé dans des compartiments à l'avant et dans des zones où la coque est dépourvue de blindage de protection. Cela augmente la vulnérabilité du cuirassé lors d'explosions internes. Cela joue un rôle important dans le naufrage du Petropavlovsk, le 31 mars 1904.
L'agencement du blindage de protection reflète les conceptions des années 1880. Celui-ci prévoyait la protection des moteurs, des chaudières et les bases des tourelles par une épaisseur maximum du blindage. La protection de la ceinture principale est quasiment invulnérable aux obus perforants, obus explosifs.
Les navires japonais contemporains au Petropavlovsk (le Misaka, l’Asaki, le Shikishima et le Hatsuse) possédaient tous une ceinture blindée au niveau de l'eau.

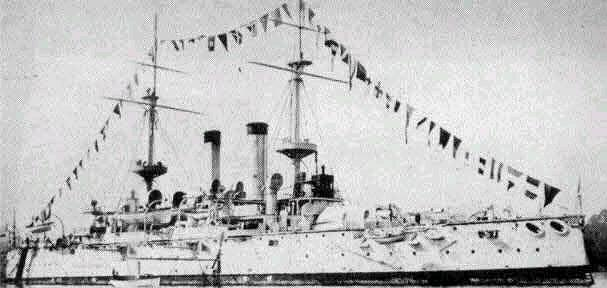
Le cuirassé japonais Fuji, proche des caractéristiques du Petropavlovsk

## États de service
Le Petropavlovsk quitte le port de Saint-Pétersbourg en octobre 1897 afin d'être équipé à Cronstadt et les canons sont installés en 1898. Quelque temps plus tard, le cuirassé ancre dans le port de Libau puis de nouveau est de retour à Cronstadt. Le 5 octobre 1899, le Petropavlovsk reçoit son affectation dans la flotte d'Extrême-Orient et est incorporé dans l'escadron de l'Asie de l'Est. Alexandre Vassilievitch Koltchak, qui est chef de quart à bord du Petropavlovsk, devait mener des études hydrologiques dans le nord de l'océan Pacifique, mais, lorsque le navire entre en Méditerranée, le futur amiral accepte la proposition d'Eduard Toll de participer à une expédition et quitte le navire. Le Petropavlovsk atteignit Port-Arthur le 28 avril 1900.
Entre 1900 et 1901, le cuirassé prend part à la répression contre les Boxers en Chine. Il transporte des troupes et de l'artillerie de Port-Arthur à Taku. En octobre 1902, l'amiral Oskar Viktorovitch Stark prend le commandement de l'escadron de l'Asie de l'Est et hissa son pavillon sur le Petropavlovsk. Au cours de l'année 1903, le navire participe à l'ensemble des expéditions de Chemulpo à Vladivostok.

### Guerre russo-japonaise
Dans la nuit du 8 février 1904, le Petropavlovsk comme la majorité des navires composant l'escadron de l'Asie de l'Est est ancré dans l'avant-port de Port-Arthur. L'escadron est soudainement attaqué par des torpilleurs japonais qui tirent seize torpilles. La non-préparation des Russes à cette attaque provoque la confusion dans la flotte. Le Petropavlovsk sort indemne de cette agression, mais trois navires (le Tsarevitch, le Retvizan et le Pallada) subirent de graves dommages. Les mois suivant, l'inactivité de la flotte et d'autres événements provoquent la démission de l'amiral Stark et la nomination de l'amiral Makarov en qualité de commandant de l'escadron de l'Est devenu depuis 1902 le 1er escadron du Pacifique. Toutefois, avant l'arrivée de l'amiral Makarov le Petropavlovsk est engagé dans une bataille navale.

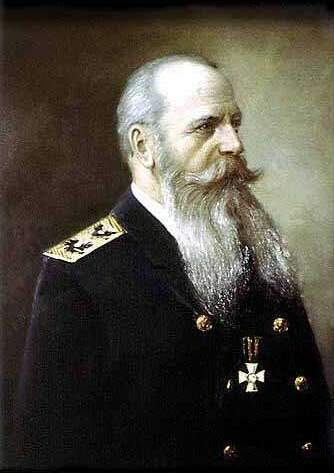
Amiral Stepan Ossipovitch Makarov

Le 9 février 1904, la flotte japonaise composée de six cuirassés et de neuf croiseurs placés sous le commandement de l'amiral Togo engage le combat contre la flotte russe. Cette bataille dura quarante minutes. Puis les bâtiments de guerre des forces navales japonaises s'éloignent et les navires russes renoncent à poursuivre l'ennemi. Ce combat n'apporte aucun résultat de part et d'autre, mais certains bâtiments de guerre subissent quelques dommages. Le Petropavlovsk tire vingt obus de 305 mm et soixante-huit de 152 mm. Au cours de cet échange de feu, un membre d'équipage trouve la mort, quatre autres sont blessés. Quant aux dommages causés aux navires, ils sont insignifiants. Après cet affrontement, le Tsarevitch subit des réparations. Le 24 février 1904, l'amiral Makarov hisse son pavillon sur le croiseur Askold, mais trois jours plus tard il choisit le Petropavlovsk comme navire amiral. Le cuirassé effectue cinq sorties en mer pendant le mois de mars 1904 afin de pratiquer quelques manœuvres. Le 9 mars 1904, le 1er escadron du Pacifique échange des tirs pendant deux heures avec la presque totalité de la flotte japonaise (six cuirassés et des croiseurs). En raison de la grande distance séparant les deux flottes, les tirs ne produisent aucun résultat significatif, et bien que la victoire soit remportée par le tir de la plus grande portée, les Russes réussissent à atteindre le cuirassé Fuji avec un obus de 254 mm.

#### Naufrage duPetropavlovsk
Constatant son échec dans le blocus de Port-Arthur, l'amiral Togo utilise une nouvelle stratégie. Dans l'espoir d'attirer la flotte russe dans le champ de mines, le mouilleur de mines Koryu Maru dépose des mines à l'entrée de Port-Arthur, dans la nuit du 31 mars 1904, sous la protection de quatre destroyers. L'amiral Makarov repère la flotte japonaise et ordonne aussitôt dans la nuit une sortie dans le secteur de l'île Elliot, espérant y découvrir l'ennemi et l'attaquer. Les navires russes atteignent l'île, mais aucun bâtiment de guerre ennemi ne croise aux alentours. La flotte russe rebrousse donc chemin et les six navires rentrent en toute sécurité à Port-Arthur. Deux destroyers sont isolés du reste de la flotte, le Baïan et le Strachny. Le croiseur Strachny rencontre sur sa route l'un des croiseurs japonais protégeant les mouilleurs de mines. Dans l'obscurité, le croiseur russe croit qu'il s'agissait du Baïan, mais à l'aube, s'apercevant de sa méprise, il attaque : après un échange de tirs, le Strachny est coulé. Le Baïan, venu à l'aide du croiseur, est également pris sous le feu japonais et coulé. Seuls cinq marins survivent.

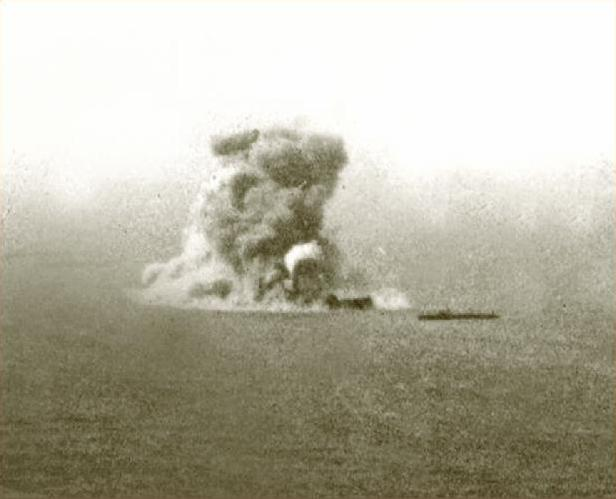
Destruction du cuirassé Petropavlovsk

L'amiral Makarov dirige le Petropavlovsk, le Poltava et quatre croiseurs sur les lieux du naufrage du Strachny à sept heures du matin. L'escadron évite avec succès les mines et le Petropavlovsk ouvre le feu sur un navire japonais. Ce dernier met le cap à l'est, où croisaient les forces principales japonaises. Le 1er escadron reprend donc le chemin de Port-Arthur. Le Petropavlovsk rejoint les cuirassés Pobeda (Победа) et Peresvet (Пересвет), et ensemble ils tentèrent de se rapprocher de l'ennemi. À 9 h 30, le Petropavlovsk est secoué par une explosion après avoir heurté une mine. La force de l'explosion projeta la tourelle des canons de 305 mm et les cheminées par-dessus bord. En une minute, la proue du Petropavlovsk s'enfonce. Les chaudières et les munitions explosent au bout de quinze minutes, le Petropavlovsk se coupe en deux parties puis sombre.

#### Sauvetage de l'équipage
Les navires russes se précipitent au secours des marins tombés à l'eau. Quatre-vingt personnes sont sauvées y compris le commandant, le capitaine de 1er rang Nikolaï Yakovlev, ainsi que le grand-duc Cyrille (cousin de Nicolas II). L'amiral Makarov resta introuvable, ainsi que le peintre militaire, Vassili Verechtchaguine (1842-1904).
Le naufrage du Petropavlovsk a un impact négatif sur le moral et les capacités de combat du 1er escadron du Pacifique. Non seulement la flotte perd l'un de ses cuirassés, mais également un commandant talentueux, fin tacticien et défenseur de Port-Arthur. L'amiral Makarov était de plus un homme respecté et aimé des Russes, des officiers et des marins.

### Recherche de l'épave duPetropavlovsk
En 1909, l'homme d'affaires japonais Sakuraya Tserinosuke entreprend de retrouver l'épave du Petropavlovsk ; il calcule de manière à détecter la position des coques des navires dans l'espoir de trouver de l'argent ou autres objets de valeur. Il estime la position de l'épave à environ 2,5 miles de la côte et à 35 mètres de profondeur. En octobre 1911, les premiers rapports indiquent la découverte de restes humains à l'intérieur du Petropavlovsk, y compris ceux de l'amiral Makarov, mais les autorités japonaises démentent cette information. En 1913, de nouvelles informations sont diffusées : six personnes avaient été découvertes dans une cabine située sur le pont arrière du cuirassé, au centre et dans les ponts inférieurs. Une seule d'entre elles est identifiée, il s'agit du chef d'état-major du 1er escadron du Pacifique, le kontr-admiral Mikhaïl Pavlovitch Molas. Ses restes sont retrouvés dans sa cabine. Ses cendres sont transférées à Saint-Pétersbourg où elles sont inhumées. Les cinq autres marins sont portés en terre japonaise et sont inhumés avec tous les honneurs militaires dans le cimetière militaire de Port-Arthur, le 24 juin 1913.
Au printemps 2008, l'expédition d'études scientifiques de la flotte du Pacifique s'est rendue sur les lieux du naufrage du Petropavlovsk. Cette expédition est formée de membres de la recherche scientifique du centre de recherche Iskra. Depuis 2006, date de sa création, ce centre a retrouvé le lieu du naufrage du Riourik et a procédé à la recherche de plusieurs sous-marins.

## Mémorial duPetropavlovsk
Un monument dédié à l'amiral Makarov est inauguré en présence de Nicolas II, le 24 juin 1913, à Kronstadt. L'un de ses bas-reliefs représente l'épave du Petropavlovsk.

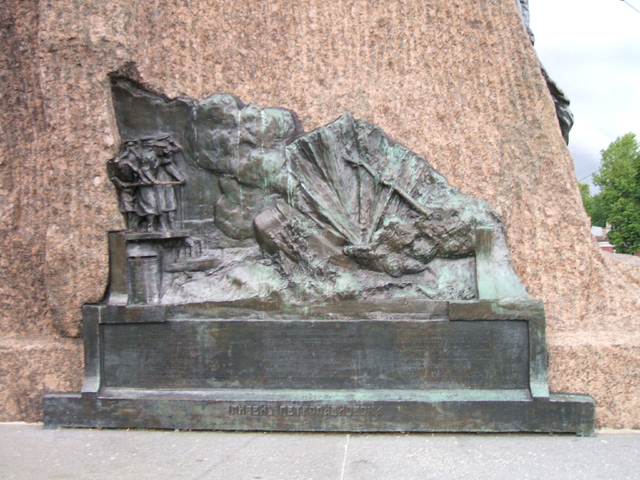
Bas-relief du monument de Makarov représentant l'épave du Petropavlovsk

À l'occasion du centenaire du naufrage du Petropavlovsk, une plaque commémorative, avec les noms des 635 marins et celui de l'amiral, est dévoilée et bénie à Saint-Pétersbourg. La plaque de cuivre est placée en la chapelle Saint-Nicolas de l'église orthodoxe Saint-Sauveur-sur-les-Eaux construite en 1911, en l'honneur des marins tués à la bataille de Tsushima (27 mai - 28 mai 1905).

## Les successeurs duPetropavlovsk
Lors de la restauration de la flotte impériale de Russie, un cuirassé du nom de Petropavlovsk est construit.
Ce navire prend part à la Première Guerre mondiale. En 1921, il reçoit le nom de Marat. Le 23 septembre 1943, il est coulé par un avion allemand dans le port de Kronstadt, renfloué il est remis en service sous le nom de Petropavlovsk. Il est rayé des effectifs de la Marine soviétique en 1953.
Un autre navire porte le nom de Petropavlovsk, un croiseur allemand le Lützow construit en 1936 au chantier naval de Brême. En février 1940, l'URSS signa un accord avec l'Allemagne nazie pour son acquisition. Au printemps 1940, le croiseur quitte l'Allemagne nazie désarmé, il jette l'ancre dans le port de Leningrad. Le 25 septembre 1940, il est renommé Petropavlovsk. En 1958, il est rayé des effectifs de la Marine soviétique.
Le Petropavlovsk, un croiseur lance-missiles de la classe Kara en service dans la marine soviétique de 1976 à 1997.

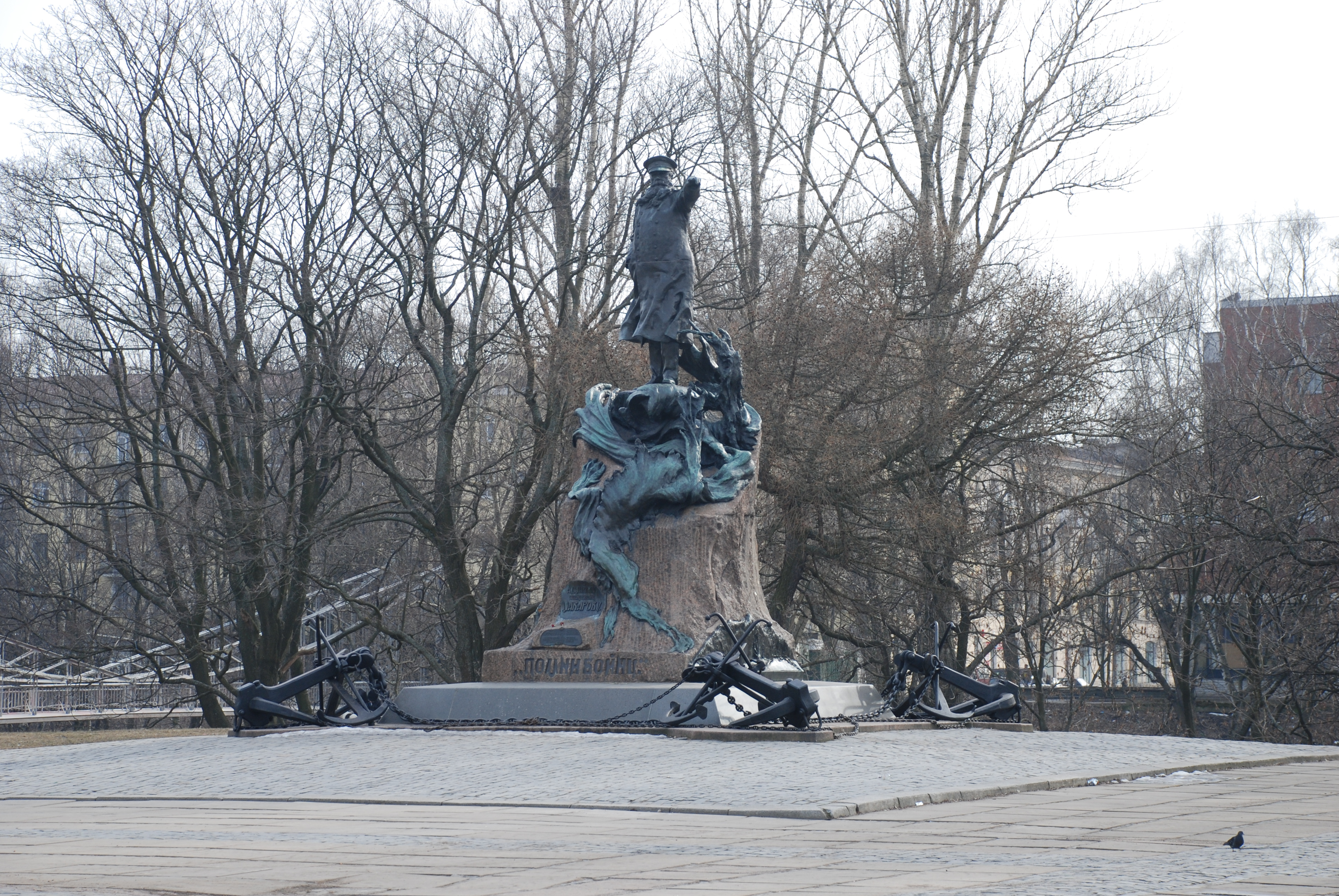
Monument de Stepan Makarov à Kronstadt.

## Victimes du naufrage duPetropavlovsk
- L'amiral Stepan Makarov
- Le peintre Vassili Verechtchaguine
- 17 ou 18 officiers
- 620 ou 652 marins selon les sources.

## LePetropavlovskdans le jeu vidéo
Le navire figure dans un jeu de stratégie navale : Distant Guns.